# Zacht loogkruid
Zacht loogkruid (Salsola tragus (Iljin) Soó) is een plant uit de amarantenfamilie (Amaranthaceae). Het is een eenjarige halofyt. De plant staat op de Nederlandse Rode lijst van planten als zeldzaam en matig afgenomen. De plant komt van nature voor in Eurazië en is van daaruit verder verspreid. Zacht loogkruid is tetraploïd met 2n = 36 chromosomen.
De sterk vertakte struikachtige plant wordt 30-100 cm hoog en heeft halfronde, zachte, vrij slappe, kort behaarde, 1,5-4 cm lange en 0,5-1,5 mm brede bladeren. De bladeren van stekend loogkruid zijn stekend, hard en ruw dit in tegenstelling tot die van zacht loogkruid. De bladschede heeft een brede vliezige rand. De blauwachtig groene, stekelige, stengels zijn onderaan houtig en hebben stijve afstaande takken.

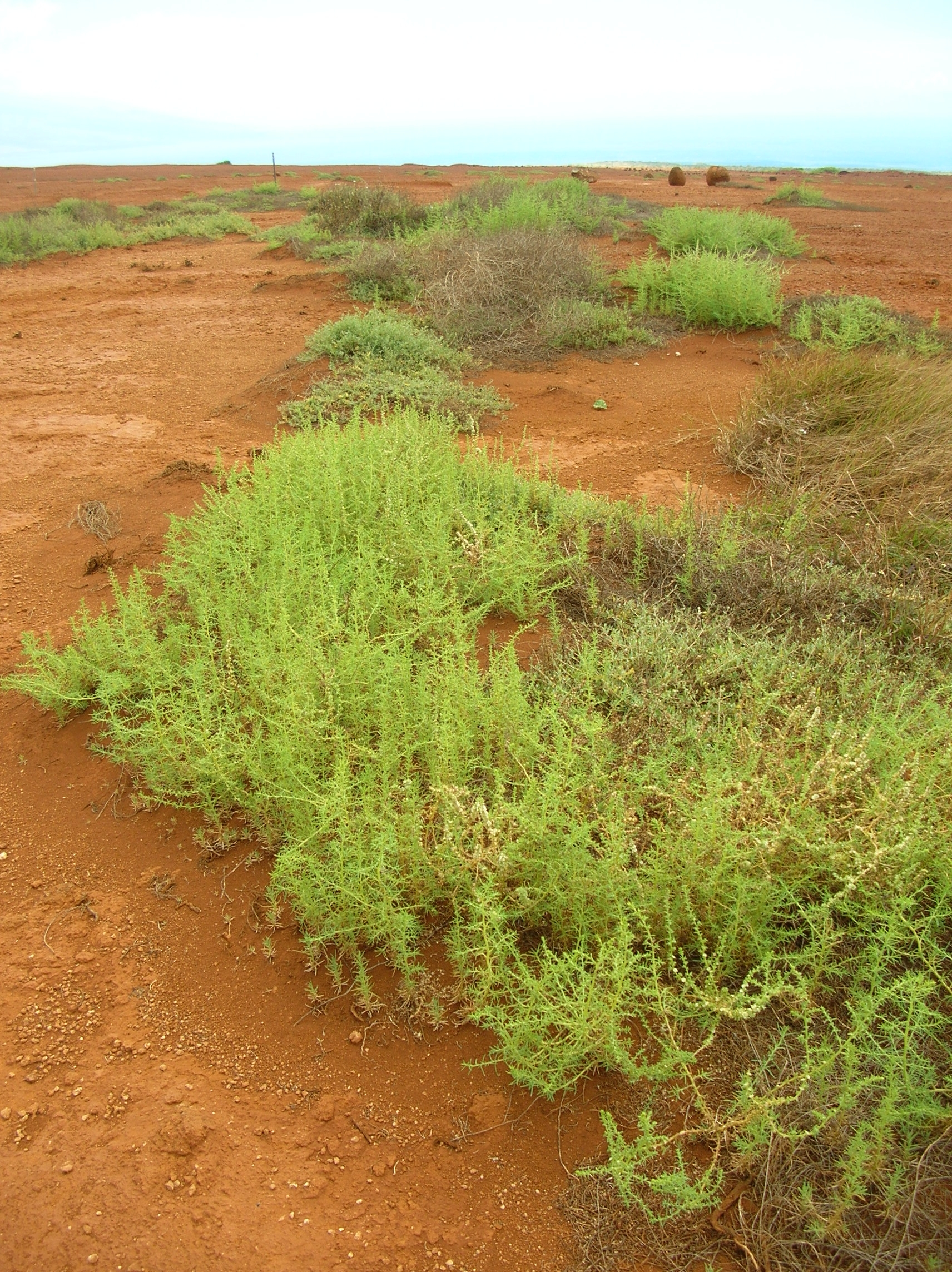
Zacht loogkruid

De plant bloeit van juli tot in september met groenachtige bloemen in aarachtige bloeiwijzen. De vijf, smal-eironde tot priemvormige, aan de basis vliezige schutbladen hebben een doornige top. De smal-eironde, vanaf het midden vliezige bloemdekbladen zijn bij het afrijpen aan de top naar één zijde omgebogen, waardoor een zachte, haakvormige spits gevormd wordt. De twee stempels zijn draadvormig en drie tot vier keer zo lang als de stijl. De bloem heeft vijf meeldraden.
De vrucht is een 7-10 mm breed (met vleugel) nootje met een meestal doorzichtige dwarse vleugel gevormd door de bloemdekbladen. Soms ontbreekt deze dwarse vleugel. Aan het eind van de groei breekt de struik aan de voet van de stengel af, waarop het vervolgens een tumbleweed vormt, dat de zaden verspreidt terwijl het over de grond rolt.
Zacht loogkruid komt voor op droge, voedselrijke, kalkrijke grond in de binnenduinen en op industrieterreinen.

## Namen in andere talen
- Duits: Ruthenisches Salzkraut, Steppenläufer
- Engels: Russian Thistle, Prickly Russian Thistle
- Frans: Soude roulante